# Gloria (Name)
Gloria ist ein weiblicher Vorname sowie ein Familienname.

## Herkunft und Bedeutung
Gloria kommt aus dem Lateinischen und bedeutet ‚Ruhm‘. In der römischen Mythologie war Gloria die Personifizierung des Ruhms, siehe Fama.
Der Name Gloria wurde bis zum 20. Jahrhundert nicht häufig als Vorname benutzt. Gloria wurde zum ersten Mal im Stück You Never Can Tell (1898) von George Bernard Shaw verwendet.

## Namensträger

### Vorname
- Gloria Allred (* 1941), US-amerikanische Rechtsanwältin und Bürgerrechtlerin
- Gloria Anzaldúa (1942–2004), US-amerikanische Autorin, Intellektuelle und Aktivistin
- Gloria Banditelli (* 1954), italienische Opern- und Konzertsängerin (Alt/Mezzosopran)
- Gloria Coates (1938–2023), US-amerikanische Komponistin
- María del Carmen Gloria Contreras Roeniger (1934–2015), mexikanische Tänzerin und Choreografin
- Gloria Davy (1931–2012), US-amerikanische Opernsängerin (Sopran)
- Gloria Estefan (* 1957), US-amerikanisch-kubanische Sängerin
- Gloria Foster (1933–2001), US-amerikanische Schauspielerin
- Gloria Gaynor (* 1943), US-amerikanische Sängerin
- Gloria Grahame (1923–1981), US-amerikanische Schauspielerin
- Gloria Gray (* 1965), deutsche Schauspielerin, Sängerin, Autorin, Unternehmerin, Fotomodell und Entertainerin
- Gloria Holden (1903–1991), britisch-amerikanische Schauspielerin
- Gloria Hooper, Baroness Hooper (Gloria Dorothy Hooper; * 1939), britische Adlige, Anwältin und Politikerin
- Gloria Hooper (Leichtathletin) (* 1992), italienische Leichtathletin
- Gloria Jones (* 1945), US-amerikanische Sängerin und Songwriterin
- Gloria Kaiser (* 1950), österreichische Schriftstellerin
- Gloria Katz (1942–2018), US-amerikanische Drehbuchautorin
- Gloria Kite (* 1998), kenianische Leichtathletin (Langstreckenlauf)
- Gloria Kotnik (* 1989), slowenische Snowboarderin
- Gloria Lynne (1929–2013), US-amerikanische Soul- und Jazzsängerin
- Gloria Macapagal-Arroyo (* 1947), von 2001 bis 2010 Präsidentin der Philippinen
- Gloria D. Miklowitz (1927–2015), US-amerikanische Kinder- und Jugendbuchautorin
- Gloria Naylor (1950–2016), US-amerikanische Schriftstellerin
- Gloria Olive (1923–2006), neuseeländische Mathematikerin und Hochschullehrerin
- Gloria Piedimonte (1955–2022), italienische Schauspielerin, Sängerin und Tänzerin
- Gloria Reuben (* 1964), kanadische Schauspielerin
- Gloria Siebert (* 1964), deutsche Leichtathletin
- Gloria Steinem (* 1934), US-amerikanische Feministin, Journalistin und Frauenrechtlerin
- Gloria Stuart (1910–2010), US-amerikanische Schauspielerin
- Gloria Swanson (1899–1983), US-amerikanische Schauspielerin
- Gloria von Thurn und Taxis (* 1960), deutsche Unternehmerin
- Gloria Trevi (* 1968), mexikanische Musikerin und Schauspielerin
- Gloria Laura Vanderbilt (1924–2019), US-amerikanische Schauspielerin, Malerin, Designerin und Autorin
- Gloria Morgan-Vanderbilt (geb. Gloria Laura Mercedes Morgan; 1904–1965), US-amerikanische High Society-Lady
- Gloria Votsis (* 1979), US-amerikanische Schauspielerin
- Gloria Warren (1926–2021), US-amerikanische Schauspielerin und Sängerin
- Gloria Watkins (1952–2021), US-amerikanische Philosophin, siehe Bell Hooks

### Familienname
- Adele Gloria (1910–1984), italienische Malerin, Fotografin, Bildhauerin und Dichterin
- Amanda da Gloria (* 1988), deutsche Theater- und Filmschauspielerin
- Astrid Gloria (* 1966), deutsche Kabarettistin und Bühnenkünstlerin
- Christian Gloria (* 1957), deutscher Jurist
- Leda Gloria (1908–1997), italienische Schauspielerin
- Marcus da Gloria Martins, deutscher Polizist und Leiter der Pressestelle des Polizeipräsidiums München
- Otto Glória (1917–1986), brasilianischer Fußballtrainer
- Todd Gloria (* 1978), US-amerikanischer Politiker

### Künstlernamen
- Gloria de Vos (Anneliese Voß 1918–1985), Ehefrau, Partnerin und Assistentin des Zauberkünstlers Kalanag[3]